# Karl von Smola
Karl svobodný pán von Smola (15. listopadu 1802 v Českých Budějovicích – 14. února 1862 v Štýrském Hradci) byl rakouský důstojník.

## Život
Jeho otcem byl Josef von Smola (1764–1820), důstojník a držitel rytířského kříže řádu Marie Terezie. Vystudoval Theresianischen Ritterakademie ve Vídni a roku 1817 nastoupil k dělostřelectvu stejně jako jeho otec. V roce 1819 byl povýšen na poručíka, v roce 1827 na nadporučíka a v roce 1840 pak na majora. V roce 1847 byl povýšen do hodnosti podplukovníka a následně v roce 1848 do hodnosti plukovníka, stal se náčelníkem štábu. Následně byl však vážně zraněn u města Udine a přišel o nohu. V roce 1849 byl vyznamenán rytířským křížem řádu Marie Terezie stejně jako jeho otec. I následně však působil na generální štábu a to až do roku 1852, kdy se stal profesorem vojenské organizace a vojenské geografie. Od roku 1853 pak působil jako ředitel polytechnického institutu ve Vídni. V roce 1858 odešel do výslužby s hodností generálmajora.